# Джордіджан
Джордіджан (перс. جرديجان) — село в Ірані, у дегестані Бакерабад, у Центральному бахші, шахрестані Магаллат остану Марказі. За даними перепису 2006 року, його населення становило 0 осіб.

## Клімат
Середня річна температура становить 14,72 °C, середня максимальна – 32,55 °C, а середня мінімальна – -7,54 °C. Середня річна кількість опадів – 193 мм.
| Клімат поселення                              | Клімат поселення | Клімат поселення | Клімат поселення | Клімат поселення | Клімат поселення | Клімат поселення | Клімат поселення | Клімат поселення | Клімат поселення | Клімат поселення | Клімат поселення | Клімат поселення | Клімат поселення |
| Показник                                      | Січ.             | Лют.             | Бер.             | Квіт.            | Трав.            | Черв.            | Лип.             | Серп.            | Вер.             | Жовт.            | Лист.            | Груд.            |                  |
| Середній максимум, °C                         | 10,46            | 13,18            | 18,09            | 23,99            | 28,49            | 31,61            | 32,55            | 31,74            | 28,29            | 22,58            | 16,44            | 10,22            |                  |
| Середня температура, °C                       | 1,44             | 4,18             | 9,11             | 15,01            | 19,50            | 22,62            | 26,38            | 25,57            | 22,11            | 16,42            | 10,26            | 4,02             |                  |
| Середній мінімум, °C                          | −7,54            | −4,81            | 0,10             | 6,00             | 10,50            | 13,64            | 20,20            | 19,38            | 15,92            | 10,23            | 4,08             | −2,14            |                  |
| Норма опадів, мм                              | 34               | 32               | 35               | 23               | 14               | 1                | 1                | 1                | 0                | 7                | 18               | 27               |                  |
| Середньомісячна швидкість вітру, м/с          | 1.44             | 2.07             | 2.60             | 2.96             | 2.76             | 2.59             | 2.65             | 2.40             | 2.20             | 2.01             | 1.61             | 1.46             |                  |
| Середньомісячна сонячна радіація, кДж/м²·день | 9852             | 13079            | 15635            | 18888            | 22702            | 26698            | 25843            | 24399            | 21392            | 16121            | 11657            | 9562             |                  |
| --------------------------------------------- | ---------------- | ---------------- | ---------------- | ---------------- | ---------------- | ---------------- | ---------------- | ---------------- | ---------------- | ---------------- | ---------------- | ---------------- | ---------------- |
| Джерело:                                      |                  |                  |                  |                  |                  |                  |                  |                  |                  |                  |                  |                  |                  |